# Енин, Пётр Семёнович
Пётр Семёнович Енин  (1926 — 2003) — советский почётный железнодорожник. Герой Социалистического Труда (1959).

## Биография
Родился 16 июля 1926 года в селе Кочки (на территории современной Новосибирской области) в крестьянской семье.
Работать начал с раннего детства на железнодорожном транспорте в должностях —  списчика вагонов, техническим конторщиком, стрелочником, сцепщиком вагонов, составителем поездов и дежурным по парку. В 1943 году был участником I съезда молодых рабочих Новосибирской области.
В 1948 году был призван в ряды Советской Армии, служил в Монгольской Народной Республике в отдельном железнодорожном полку — с 1948 по 1950 годы выполнял обязанности составителя поездов, с 1950 по 1952 годы — дежурного по станции.
С 1953 по 1955 годы обучался в Томском железнодорожном техникуме. С 1955 по 1977 годы работал поездным диспетчером и одновременно с 1956 года — членом партийного бюро Новосибирского отделения Западно-Сибирской железной дороги.
1 августа 1959 года Указом Президиума Верховного Совета СССР «за выдающиеся успехи в развитии железнодорожного транспорта»  Петру Семёновичу Енину был удостоен звания Героя Социалистического Труда с вручением Ордена Ленина и золотой медали «Серп и Молот».
С 1964 года работал дежурным по Новосибирскому отделению Западно-Сибирской железной дороги.
После выхода на пенсию жил в Новосибирске. Скончался 18 августа 2003 года, похоронен на Первомайском (Инском) кладбище в Новосибирске.

## Награды
- Медаль «Серп и Молот» (1.08.1959)
- Орден Ленина (1.08.1959)
- Медаль «За доблестный труд в Великой Отечественной войне 1941—1945 гг.»
- Медаль «Ветеран труда»

### Звания
- Почётный железнодорожник (1964)

### Память
- В 2006 году, в канун Дня железнодорожника в честь П. С. Енина на здании Новосибирского отделения Западно-Сибирской железной дороги была установлена мемориальная доска.